# Megatherioidea
Megatherioidea – nadrodzina ssaków z podrzędu liściożedrów (Folivora) w obrębie rzędu włochaczy (Pilosa).

## Systematyka
Do nadrodziny należy jedna występująca współcześnie rodzina:
- Bradypodidae J.E. Gray, 1821 – leniwcowate

Opisano również rodziny wymarłe:
- Megalonychidae P. Gervais, 1855
- Megatheriidae J.E. Gray, 1821
- Nothrotheriidae F. Ameghino, 1920

Opisano również taksony wymarłe nie sklasyfikowane w żadnej z powyższych rodzin:
- Hiskatherium Pujos, De Iuliis & Mamani Quispe, 2011 – jedynym przedstawicielem jest Hiskatherium saintandrei Pujos, De Iuliis & Mamani Quispe, 2011 (incertae sedis)
- Similhapalops Pujos, Ciancio, Forasiepi, Pujos, Candela, Vera, Reguero, Combina & Cerdeño, 2021 – jedynym przedstawicielem jest Similhapalops nivis Pujos, Ciancio, Forasiepi, Pujos, Candela, Vera, Reguero, Combina & Cerdeño, 2021 (takson bazalny)